# Valdemár
A Valdemár germán  eredetű férfinév, jelentése: uralkodó, tevékeny + híres.

## Gyakorisága
Az 1990-es években szórványos név, a 2000-es években nem szerepel a 100 leggyakoribb férfinév között.

## Névnapok
- február 27.,[2]  szökőévben február 28.

## Híres Valdemárok
- I. Valdemár dán király
- Valdemár svéd király
- Valdemar Langlet svéd író, újságíró, nyelvész, 1944-ben a Svéd Vöröskereszt budapesti főmegbízottjaként az embermentő akciók egyik szervezője.
- Waldemar Januszczak(wd), brit művészetkritikus